# Кардашёв, Николай Семёнович
Николай Семёнович Кардашёв (25 апреля 1932, Москва — 3 августа 2019, там же) — советский и российский учёный, специалист в области экспериментальной и теоретической астрофизики и радиоастрономии. Доктор физико-математических наук (1965), академик РАН (1994). Директор Астрокосмического центра ФИАН (с 1990 года), лауреат Государственной премии СССР (1980, 1988).

## Биография
Родился в семье революционных деятелей, большевиков с дореволюционным стажем. Его отец Семён Карлович Брике (1898—1937, расстрелян) после революции стал ответственным партийным работником — работником Коминтерна, затем уполномоченным Комиссии партийного контроля в Азовско-Черноморском крае; мать, Нина Николаевна Кардашёва (1899—?), окончила Высшие женские курсы и Институт Красной профессуры, находилась в заключении и ссылке до 1956 года. Н. С. Кардашёв после ареста родителей воспитывался в детском доме.
Окончил МГУ в 1955 году, затем работал в Государственном астрономическом институте им. П. К. Штернберга. Под руководством Иосифа Шкловского защитил кандидатскую диссертацию в 1962 году.
В 1960-е годы до открытия предсказал существование пульсаров.
В 1963 году исследовал квазар CTA-102 — первый советский вклад в поиск внеземного разума (SETI). В этой работе он высказал идею о том, что некоторые галактические цивилизации, возможно, существовали за миллиарды лет до нашей, и рассчитал шкалу ранжирования таких цивилизаций — шкалу Кардашёва. Серьёзные советские исследования в области поиска внеземного разума опередили подобные программы в США на несколько лет. Другими известными экспертами в СССР были Всеволод Троицкий и Иосиф Шкловский (научный руководитель Кардашёва).
Избран членом-корреспондентом АН СССР по отделению общей физики и астрономии 12 декабря 1976 года. Действительный член РАН с 21 марта 1994 года.
Скончался 3 августа 2019 года на 88-м году жизни. Похоронен в Москве на Троекуровском кладбище.
Жена Казачевская Тамара Валентиновна (7.01.1933 – 30.12.2020) - ведущий научный сотрудник, ветеран Института прикладной геофизики. Кандидат физико-математических наук (1968 г.). Удостоена звания «Почётный работник гидрометеорологической службы России» (2003 г.). Похоронена рядом с мужем.

## Шкала Кардашёва
Кардашёв выдвинул предположение о том, что стадии внеземных цивилизаций Вселенной можно классифицировать по уровню потребления энергии. Он разделил все возможные цивилизации на три группы:
1. Цивилизации I типа: те, кто собирает планетарную энергию, полностью используя падающий на планету солнечный свет. Вся энергия планеты находится у них под контролем.
2. Цивилизация II типа: те, кто полностью использует энергию своего светила, что делает их в 10 млрд (1010) раз могущественнее цивилизации I типа.
3. Цивилизации III типа: те, кто может пользоваться энергией целой галактики, что делает их в 10 млрд раз могущественнее цивилизаций II типа. Каждая из этих цивилизаций колонизировала миллиарды звёздных систем и способна использовать энергию чёрной дыры в центре своей галактики.

Кардашёв считал, что любая цивилизация, энергетическое потребление которой растёт с умеренной скоростью (несколько процентов в год), будет стремительно переходить с одной ступени на другую, такой переход займёт у неё от нескольких тысяч до нескольких десятков тысяч лет.
Кардашёв также предполагал, что если верна гипотеза Мультивселенной, то наиболее развитые цивилизации покинули нашу Вселенную и переселились в другие, более подходящие для них. По его предположению, разумные существа, достигнув определённого этапа развития своей цивилизации, становятся способными создавать такие технологии, которые позволяют им в прямом смысле создавать новые Вселенные, имеющие определённые наборы законов природы, отличающиеся от таковых их родной Вселенной и делающие их более комфортными для жизни. Создав новый мир, эти существа полностью в него переселяются, покидая родную Вселенную. Это может быть одной из причин, почему землянам до сих пор не удалось обнаружить представителей инопланетных цивилизаций.

## Награды
- 1980 — Лауреат Государственной премии СССР;
- 1988 — Лауреат Государственной премии СССР;
- 25 апреля 2011 года — Орден Почёта: за большой вклад в развитие отечественной науки и многолетнюю плодотворную деятельность[11];
- 2012 — награждён Золотой медалью Гроута Ребера[12];
- 2014 — Демидовская премия[13].

## Память
В честь заслуг Кардашёва назван астероид (39509) Кардашёв, открытый в 1981 году.